# Culicoides tenuistylus
Culicoides tenuistylus är en tvåvingeart som beskrevs av Wirth 1952. Culicoides tenuistylus ingår i släktet Culicoides och familjen svidknott.
Artens utbredningsområde är Kalifornien. Inga underarter finns listade i Catalogue of Life.